# Smithiantha aurantiaca
Smithiantha aurantiaca är en tvåhjärtbladig växtart som beskrevs av Wiehler. Smithiantha aurantiaca ingår i släktet Smithiantha och familjen Gesneriaceae. Inga underarter finns listade i Catalogue of Life.